# Землетрясения у Южных Сандвичевых островов (2010)
Землетрясения у Южных Сандвичевых островов (2010) — ряд мощных землетрясений магнитудой до 6,8, произошедших в 2010 году к востоку от Южных Сандвичевых островов.
Первое из них, магнитудой 6,8 произошло 5 января 2010 года в 04:55:39 (UTC) в открытом море, в 2353 км к югу от ближайшего населённого пункта Эдинбург (Тристан-да-Кунья), к востоку от Южных Сандвичевых островов. Гипоцентр землетрясения располагался на глубине 13 километров.
В результате землетрясения сообщений о жертвах и разрушениях не поступало.

## Повторные землетрясения

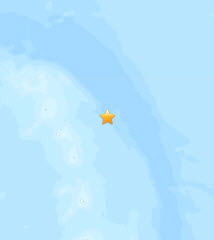
Карта сейсмической активности 8 декабря 2010 года

8 декабря 2010 года в 05:24:35 (UTC) в том же регионе, на глубине 29,4 км произошло землетрясение магнитудой 6,3. Его эпицентр находился в 2357,1 км к юго-юго-западу от Эдинбурга. Сообщений о жертвах и разрушениях не поступало.

## Тектонические условия региона
Дно котловины моря Скотия представляет собой океаническую кору, образованную за последние 27—30 млн лет на нескольких спрединговых хребтах, среди которых хребет, расположенный в тылу Южно-Сандвичевой дуги, является самым молодым. Он активен и в наше время. Самый древний хребет расположен в западной части моря Скотия. Он отделён от остатков хребта Алук трансформным разломом Шеклтон, имеет северо-западное простирание и был активен с позднего олигоцена до позднего миоцена.
Исследования относительного движения четырёх плит (Скотия, Антарктической, Южно-Американской и Сандвичевой) свидетельствуют о том, что плита Скотия смещается к западу по трансформным разломам, ограничивающим её с севера и с юга, со скоростью около 2 см/год. В то же время Сандвичева микроплита движется на восток со скоростью 7-8 см/год, наползая на литосферу Южно-Американской плиты, имеющую возраст около 25 млн лет, и формируя в тылу своей дуги активный окраинный бассейн. Зона Беньоффа на протяжении всей дуги, начиная с глубины 30 км и ниже, занимает почти вертикальное положение, что нетипично для условий поддвига молодой и достаточно лёгкой литосферы. Геодинамической причиной, вызывающей в данном случае растяжение задугового бассейна, может быть повышенное давление в астеносфере с тихоокеанской стороны и генерированный этим давлением астеносферный поток, движущийся в восточном направлении по «каналу», ограниченному структурно-тектоническими барьерами: с севера — Фолклендским плато, а с юга — континентальной литосферой Антарктического полуострова и Оркнейского плато.
После отделения Южной Америки от Антарктического полуострова зона повышенного давления в астеносфере распространялась с запада на восток, формируя астеносферный поток. По мере расширения пролива Дрейка и котловины моря Скотия, давление в астеносфере под ними значительно падает с одновременным возрастанием расхода астеносферы и увеличением её скорости через «канал» и, как следствие, активизацией поддвига на восточной границе, случившейся 8 млн лет назад. Молодая литосфера плиты Скотия, особенно, входящая в её состав Сандвичева микроплита, влекомая астеносферным потоком, подминала под себя и загибала более древнюю литосферу Южной Атлантики, делая угол её пододвигания всё более и более крутым. Учёные предполагают, что часть астеносферного потока обтекала пододвигающийся край Южно-Американской плиты, распространяясь далее под литосферу Южно-Американской плиты вплоть до Срединно-Атлантического хребта.
Распространение потока могло привести к механическому ослаблению литосферы Южной Атлантики, примыкающей с востока к плите Скотия, и заложению на ней в конце олигоцена — начале миоцена новой границы плит — Американо-Антарктического хребта, продвигавшегося в восточном направлении, до своего замыкания в районе тройника Буве. Формирующийся хребет нарушал структурный план и разрывал более древнюю океаническую литосферу, образованную на Уэддельском палеоспрединговом хребте. Формирование такой границы плит было стимулировано ещё тем обстоятельством, что образование новой (хотя и небольшой) плиты Скотия привело к изменению кинематики литосферных плит в этом районе и к изменению полюса относительного вращения Южно-Американской и Антарктической плит, перераспределению поля напряжений (моделей сил) в литосфере, что привело к формированию новой границы плит вдоль наиболее механически ослабленного участка литосферы. Эта граница располагается на эйлеровой широте полюса относительного вращения Южно-Американской и Антарктической плит и по своей сути представляет собой трансформный разлом, осложненный компонентой растяжения, ортогональной его простиранию.